# 霍爾莫克
48°33′36″N 22°15′52″E / 48.56000°N 22.26444°E
霍爾莫克（烏克蘭語：Холмок），是烏克蘭的村落，位於該國西部外喀爾巴阡州，由烏日霍羅德區負責管轄，面積4.54平方公里，2001年人口1,179，人口密度每平方公里259.69人。